# Blepisanis nigrofemorata
Blepisanis nigrofemorata là một loài bọ cánh cứng trong họ Cerambycidae.